# 草刈武八郎
草刈 武八郎（くさかり たけはちろう、1853年8月12日（嘉永6年7月8日）- 1942年（昭和17年）11月1日）は、明治から大正期の地主・実業家・政治家。衆議院議員。旧姓・川合。

## 経歴
肥前国松浦郡、のちの長崎県北松浦郡山口村（相浦町を経て現佐世保市）で川合小一右衛門の二男として生まれる。平戸藩校・維新館で学び、1869年（明治2年）から平戸藩砲兵塾で学んだ。1871年（明治4年6月）農業、回漕業・草刈太一左衛門の養子となり、1876年（明治9年）6月、家督を相続した。
実業界では、九十九銀行取締役、平戸貯蓄銀行取締役、長崎県農工銀行取締役、相浦銀行監査役などを務めた。
政界では、1879年（明治12年）山口村会議員に就任。以後、北松浦郡総町村連合会議員、学校組合会議員に在任。1883年（明治16年）長崎県会議員に選出され、北松浦郡所得税調査委員、県会常置委員、中学校評議員、徴兵参事員、地方衛生会員なども務めた。また、日本赤十字社長崎支部協賛委員も務めた。
1894年（明治27年）3月、第3回衆議院議員総選挙（長崎県第4区、自由党）で初当選し、以後、第6回総選挙まで再選され、最後は立憲政友会に所属して衆議院議員に連続4期在任した。

## 国政選挙歴
- 第3回衆議院議員総選挙（長崎県第4区、1894年3月、自由党）当選[6]
- 第4回衆議院議員総選挙（長崎県第4区、1894年9月、自由党）当選[7]
- 第5回衆議院議員総選挙（長崎県第4区、1898年3月、自由党）当選[7]
- 第6回衆議院議員総選挙（長崎県第4区、1898年8月、憲政党）当選[7]